# Woodsia pulchella
Woodsia pulchella là một loài dương xỉ trong họ Woodsiaceae. Loài này được Bertol. mô tả khoa học đầu tiên năm 1858.
Danh pháp khoa học của loài này chưa được làm sáng tỏ. 